# MBN 정오뉴스
MBN 정오뉴스는 대한민국에서 매일 오후 12시에 텔레비전으로 방송하는 MBN의 낮 시간대 뉴스 프로그램이다.